# Norman Thagard
Norman Thagard (ur. 3 lipca 1943 w Mariannie w stanie Floryda) – amerykański naukowiec i astronauta.

## Życiorys
W 1961 ukończył szkołę średnią w Jacksonville, a w 1966 nauki inżynieryjne na Florida State University w Tallahassee, w 1977 uzyskał dyplom doktora medycyny w szkole medycznej w Teksasie. Od września 1966 służył w United States Marine Corps Reserve, w 1967 otrzymał stopień kapitana, w 1968 został lotnikiem morskim. Podczas wojny wietnamskiej uczestniczył w 163 misjach bojowych od stycznia 1969 do 1970. Po powrocie do USA studiował inżynierię elektryczną i medycynę. Jako pilot posiada nalot ponad 2200 godzin. 16 stycznia 1978 został wybrany przez NASA jako kandydat na astronautę, w sierpniu 1979 ukończył szkolenie i został wyznaczony specjalistą misji w przyszłych lotach kosmicznych. Uczestniczył w pięciu misjach kosmicznych, w tym w czterech jako specjalista misji, a w ostatniej jako kosmonauta badacz.
Od 18 do 24 czerwca 1983 brał udział w misji STS-7 trwającej 6 dni, 2 godziny i 24 minuty; start nastąpił z Centrum Kosmicznego imienia Johna F. Kennedy’ego na Florydzie, a lądowanie w Edwards Air Force Base w Kalifornii. Drugą jego misją była STS-51-B od 29 kwietnia do 6 maja 1985, trwająca 7 dni i 8 minut. Od 4 do 8 maja 1898 uczestniczył w misji STS-30, spędzając w kosmosie 4 dni i 56 minut. Czwarty lot kosmiczny, w ramach misji STS-42, odbywał od 22 do 30 stycznia 1992; trwał on 8 dni, godzinę i 14 minut.
Od 14 marca do 7 lipca 1995 wraz z rosyjskimi kosmonautami brał udział w misji Sojuz TM-21/Mir-18/STS-71 – na stację kosmiczną Mir. Misja trwała 115 dni, 13 godzin i 25 minut.
3 stycznia 1996 odszedł z NASA.
Stowarzyszenie Uczestników Lotów Kosmicznych (Association of Space Explorers) przyznało mu Universal Astronaut Insignia za lot orbitalny (nr 122).